# Mérens-les-Vals

Mérens-les-Vals este o comună în departamentul Ariège din sudul Franței. În 1 ianuarie 2022 avea o populație de 168 de locuitori.